# Noble M600
El Noble M600 es un automóvil superdeportivo británico producido a mano por el fabricante de automóviles de bajo volumen Noble Automotive en Leicestershire, desde 2009. Su construcción es de acero inoxidable y fibra de carbono.

## Vista general

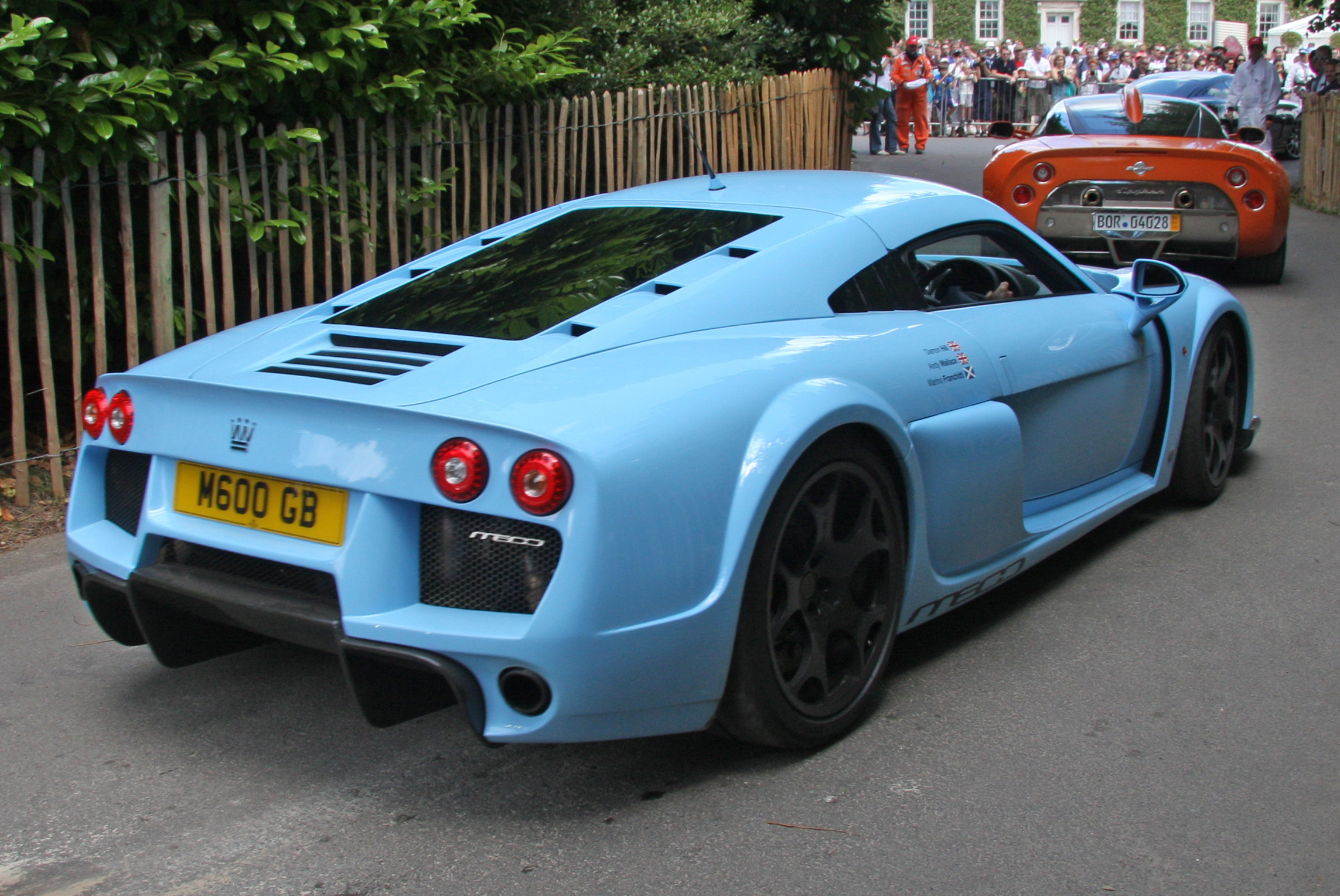
Vista trasera.

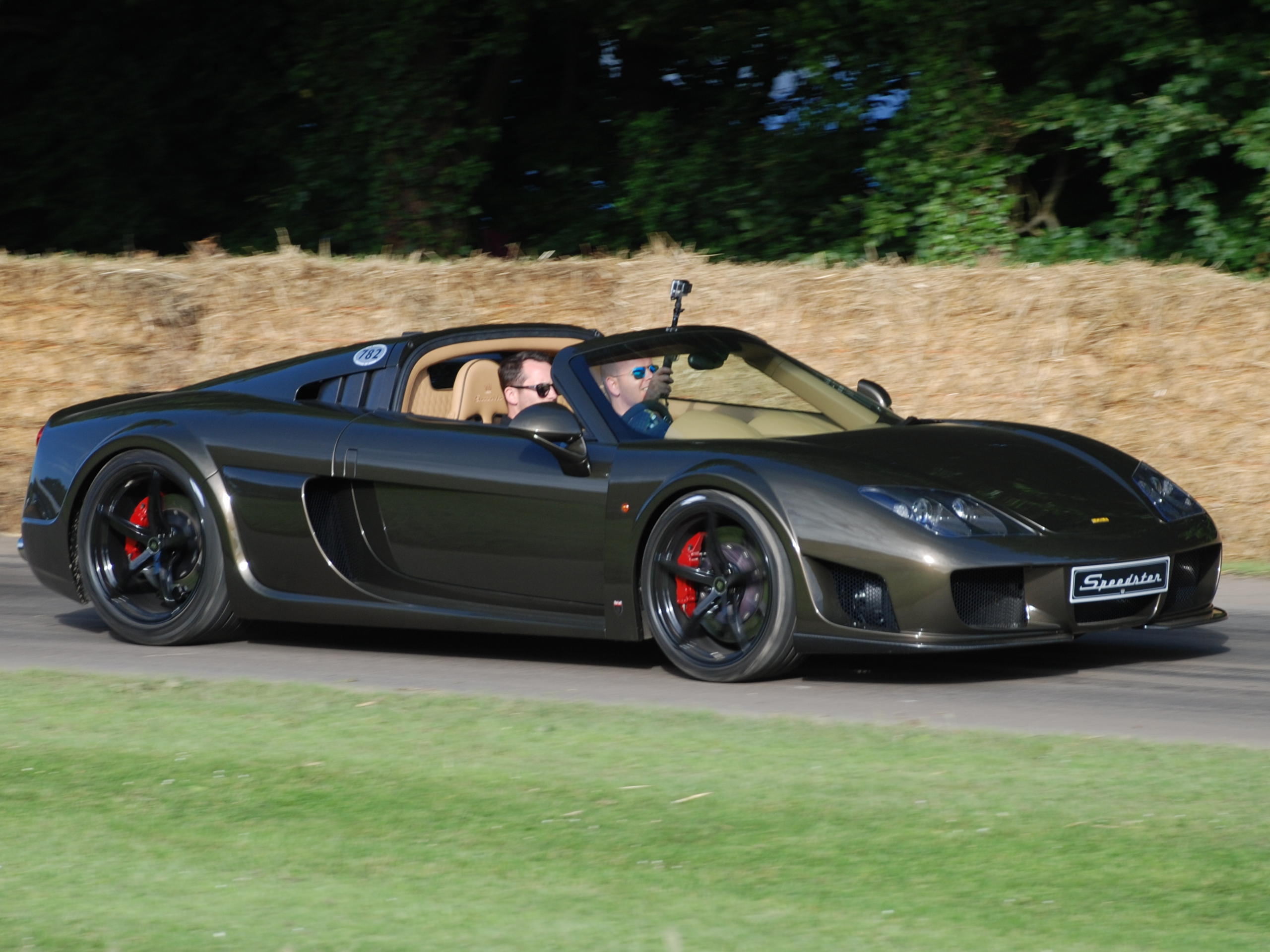
M600 Speedster en el Festival de la Velocidad de Goodwood de 2016.

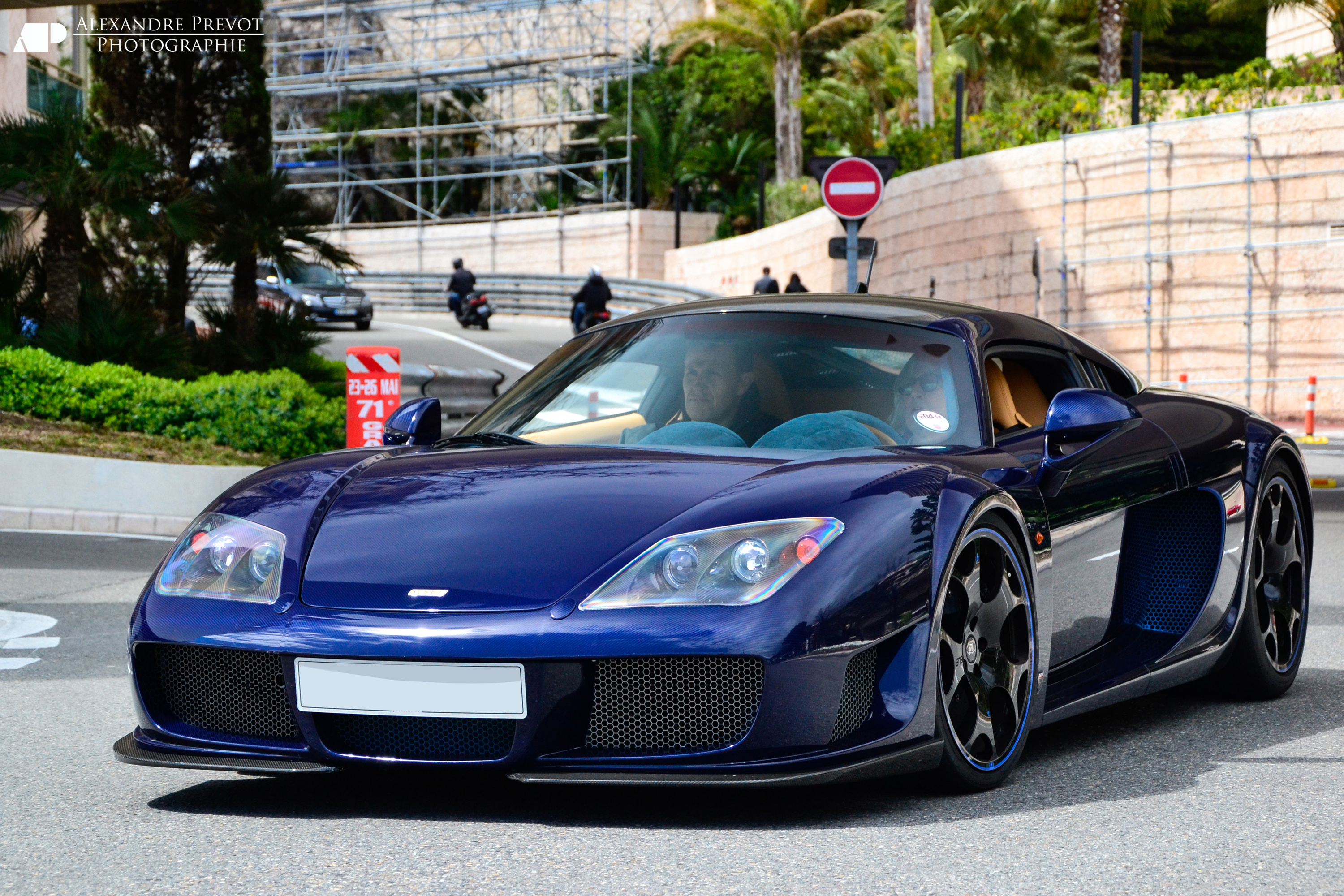
Versión Carbon Sport.

Está disponible en tres especificaciones: estándar, con una carrocería de fibra de vidrio; Carbon Sport, que es el único con una carrocería de paneles de fibra de carbono; y el Speedster, que es básicamente una versión targa top. Está construido a mano por un equipo de 20 trabajadores en las instalaciones de la empresa en Leicestershire. El M600 utiliza una columna vertebral con una estructura del bastidor del chasis tubular fabricada de una combinación de acero y aluminio, que es el mismo que se usa en el M15 y que, según la firma, es tan fuerte y rígida como la de cualquier otro rival. El modelo estándar utiliza fibra de carbono para partes vitales de la carrocería del automóvil y esto le permite tener un peso en vacío de 1250 kg (2756 libras), aunque cuando se probó de forma independiente, el modelo estándar pesó 1305 kg (2877 libras).

### Motor y transmisión
Utiliza un motor V8 a 60° biturbo Volvo B8444S diseñado por Yamaha de 4414 cm³ (4,4 L; 269,4 plg³), que también se utiliza en el Volvo XC90 y el S80, el cual es un diseño regular sin ser de un cigüeñal plano liso a 180°, como los usados en los Ferrari con motor central. Es fabricado por Motorkraft en los Estados Unidos a partir de motores armados B8444S con turbocompresores Garrett AiResearch y equipados con impulso variable. Esto le permite al comprador elegir entre salidas de potencia variables, que van desde los 450 HP (336 kW; 456 CV) con ajuste de carretera a una presión de 0,6 bares (8,5 psi), a 550 HP (558 CV; 410 kW) en configuración de pista a 0,8 bares (11,4 psi) y a 650 HP (659 CV; 485 kW) en configuración de carrera a 1 bar (14,2 psi), mediante el uso de un interruptor presente en el tablero. También cuenta con una unidad de control de motor (ECU) MoTeC M190 e inyección directa de combustible Injector Dynamics ID725, con una relación de compresión de 9,5:1 y un límite de régimen (línea roja) fijado en 7000 rpm.
El motor está acoplado a una transmisión manual transaxle de seis velocidades desarrollada por Oerlikon Graziano, o bien, a una automática al menos en una variante de preproducción en el Speedster.

### Mecánica
Utiliza frenos de disco de acero con pinzas (cálipers) de seis pistones en la parte delantera y pinzas de cuatro pistones en la parte trasera. Están diseñados por el especialista Alcon, con sede en Gran Bretaña. Debido a la naturaleza del coche centrada en el conductor, no hay un sistema de frenos antibloqueo (ABS) instalado y tiene servoasistencia limitada.
La dirección está bien ponderada y es extremadamente precisa, sin tener que sentirse preocupado por su respuesta. Aunque parece estar limitada muy rápido a 2,2 vueltas hasta el límite, es excepcionalmente bueno, lo que significa que el radio de giro es excelente y que es altamente improbable llegar al límite de giro al corregir un deslizamiento.
Los neumáticos tienen como desventaja que generan un poco de ruido en superficies ásperas. Aunque inusualmente amables como debería ser para un coche de 200 mph (322 km/h), la falta de ABS debe considerarse también como otra desventaja, porque le quita al conductor un poco de confianza.

### Interior

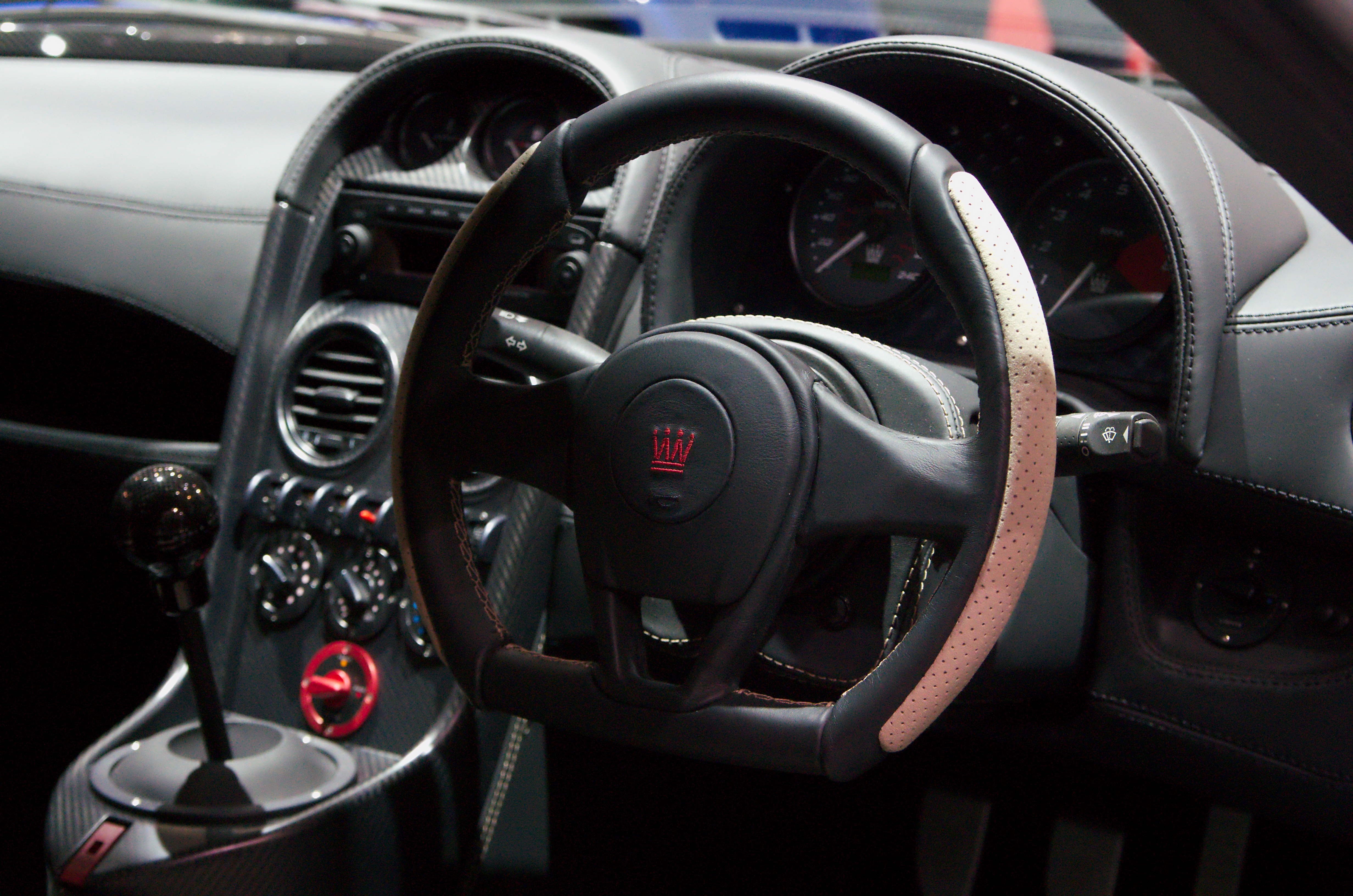
Volante a la derecha del Carbon Sport en el Salón del Automóvil de Ginebra de 2013.

El interior, considerando que es un coche de bajo volumen especializado, es por mucho un gran logro, aunque carece del mismo estilo de diseño tan lujoso como el de un Ferrari, pero el habitáculo está razonablemente bien pensado. Tiene tapicería de cuero con molduras dobles de fibra de carbono brillante de serie. Los compradores tienen la opción de elegir entre tapicería de cuero, gamuza y una ventaja junto con molduras de madera estriada y alfombrillas de lana.
La configuración del salpicadero es limpia, clara y concisa. Los instrumentos se ven bien y son genuinamente fáciles de leer, incluso los controles menores se sienten pulidos en su operación. Los interruptores y la instrumentación están hechos a la medida, aunque algunos componentes se comparten con los modelos Jaguar y Aston Martin. Está equipado con una columna de dirección ajustable y un asiento del conductor, mientras que los pedales están desplazados hacia la izquierda, los cuales se ajustan según las preferencias del conductor para proporcionar una buena posición de manejo. Lo más destacado es la perilla de control de potencia del motor, similar al dial Manettino de Ferrari, que permite al conductor elegir entre salidas de potencia variables del motor junto con la presión de sobrealimentación del turbo relacionada: carretera, pista y carrera. Dicha perilla está presente delante del pomo de la palanca de cambios de marchas en el tablero. Un interruptor activa el control de tracción limitado que está presente para evitar el sobreviraje. El interior se basa en la simplicidad y está centrado en el conductor, inspirado en el Ferrari F40 y, por ello, elimina el control de clima y los modernos sistemas de infoentretenimiento.
También cuenta con muchos toques de fibra de carbono, pero no se ha dejado a un lado los aspectos de confort o practicidad, para dar opción a adornar el interior con cuero, ante, Alcantara y un acabado en metal nudoso.
El espacio es muy bueno para un superdeportivo de motor central. Hay un maletero de tamaño aceptable en la parte delantera y un espacio suficiente para la cabeza como para acomodar a un conductor de 6 pies (1,83 m) de altura e incluyendo un casco de seguridad. Los asientos se reclinan manualmente lo suficiente como para albergar a personas no tan extremadamente altas.

### Rendimiento
| Materiales del motor                  | Bloque y cabezas de aleación de aluminio                                                                               |
| Distribución                          | Doble (DOHC) árbol de levas a la cabeza por cada bancada de cilindros y 4 válvulas por cilindro (32 en total), con VVT |
| Diámetro x carrera                    | 94 x 79,5 mm (3,70 x 3,13 pulgadas)                                                                                    |
| Potencia máxima                       | 650 HP (659 CV; 485 kW) @ 6800 rpm                                                                                     |
| Par máximo                            | 604 lb·pie (819 N·m) @ 3800 rpm                                                                                        |
| Relación potencia a peso              | 520 HP/tonelada |
| Distribución de peso                  | 40% delante y 60% detrás.                                                                                              |
| Capacidad del depósito de combustible | 68 litros (18,0 galAm)                                                                                                 |
| Emisiones de CO2                      | 333 g (11,7 onzas)/km                                                                                                  |
| Aceleración                           | |
| 0–100 mph (161 km/h)                  | 6,5 segundos |
| 0–120 mph (193 km/h)                  | 8,9 segundos |
| 0–200 mph (322 km/h)                  | 29,8 segundos |
| 0–1/4 de milla (402 m)                | 10,9 segundos |
| 0-1 km (0,6 milla)                    | 19,9 segundos |

## Recepción
El coche fue conducido dos veces en el programa automovilístico británico Top Gear. Primero en la Serie 14, episodio 5 de Jeremy Clarkson, quien elogió considerablemente al coche y el piloto de carreras del programa "The Stig" lo llevó por la pista de pruebas de Top Gear logrando un 1:17.7 en un día frío, superando al Pagani Zonda F Roadster y al Bugatti Veyron. En la Serie 18, episodio 1, el coanfitrión Richard Hammond condujo una versión con volante a la izquierda del coche a través de Italia y el embrague falló, provocando que el material del embrague dañara la caja de cambios; Noble envió otro coche al equipo de producción. Más tarde en el mismo episodio, Hammond lo condujo durante un desafío en el que intentó superar un tiempo de vuelta establecido por The Stig en el Autodromo Enzo e Dino Ferrari en las afueras de Imola. A pesar de la avería, Hammond elogió considerablemente al coche. También ha aparecido en la adaptación estadounidense del programa, donde recibe considerables elogios. El principal "desafío" era alcanzar su velocidad máxima, donde el vehículo alcanzó 215 mph (346 km/h), pero se detuvo porque el vehículo se quedó sin espacio en la pista en la que se estaba probando.

## En la cultura popular
Un modelo 2018 color púrpura aparece en la película Fast & Furious 9, el cual es conducido por Magdalene "Queenie" Shaw con Dominic Toretto como pasajero en una escena de persecución por las calles de Londres.